# Мархаліса
Мархаліса (ісп. Marjaliza) — муніципалітет в Іспанії, у складі автономної спільноти Кастилія-Ла-Манча, у провінції Толедо. Населення — 314 осіб (2010).
Муніципалітет розташований на відстані близько 95 км на південь від Мадрида, 33 км на південь від Толедо.

## Демографія
Динаміка населення (INE ):

## Галерея зображень

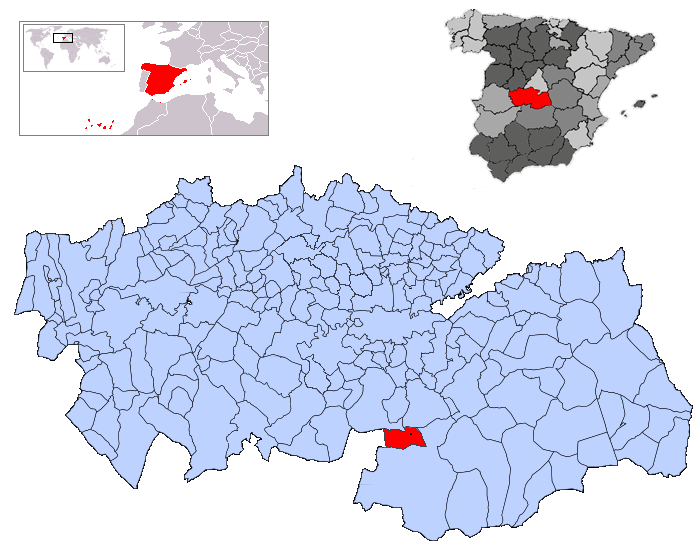
Розташування муніципалітету у провінції Толедо